# Vinoj Suranjaya de Silva Muthumuni
Vinoj Suranjaya de Silva Muthumuni (né le 9 janvier 1995) est un athlète srilankais, spécialiste du sprint.
Il établit le record national du 200 m en 20 s 68 lors des sélections nationales à Colombo en avril 2018.
Le 22 février 2019, il court le 100 m en 10 s 27 (+2.0) à Colombo.